# 子どもの貧困対策推進議員連盟
子どもの貧困対策推進議員連盟（こどものひんこんたいさくすいしんぎいんれんめい）は、日本の超党派の議員連盟。

## 概要
2016年2月23日、経済的に厳しい家庭の子どもたちを支援するため、自民党、民進党、公明党、共産党、希望の党など各党の国会議員有志約60人が超党派の「子どもの貧困対策推進議員連盟」を発足させ、設立総会を開いた。子どもを支援するフードバンクなどの民間活動等の支援の現場の視察や民間団体からのヒアリングなどを重ね、2017年度以降の予算編成に向け、政策提言していくという。
自由民主党、民主党（現在は立憲民主党・国民民主党）、公明党、共産党など7党の有志の呼び掛けに、国会議員約40人を含め約100人が集まった。
同年12月13日、「給付型奨学金の創設・高校生等奨学給付金の充実・無利子奨学金の充実・幼児教育の無償化の推進・教職員の指導体制の充実」を盛り込んだ要望書を松野博一文部科学大臣に提出した。
2025年8月8日、低所得世帯への熱中症対策等を盛り込んだ要望書を三原じゅん子こども政策担当大臣に提出した。

## 所属議員
自由民主党
- 田村憲久（会長・元厚生労働大臣）[5]
- 長島昭久（幹事長・呼びかけ人）[5][6]
- 牧原秀樹 [3]
- 宮下一郎 [7]
- 永岡桂子 [8]

公明党
- 古屋範子（厚生労働副大臣・呼びかけ人）[5][9]
- 輿水恵一[3]
- 西園勝秀[10]

立憲民主党
- 牧山弘恵[11]
- 高木真理[12]
- 山井和則[13]
- 早稲田夕季[14]

国民民主党
- 石井智恵[15]

日本共産党
- 本村伸子 [16][17]
- 田村智子 [16]
- 高橋千鶴子 [18]

## 元所属議員
- 堀内照文（日本共産党、2017年衆院選で落選）[17][3]
- 河野正美（日本維新の会、2017年衆院選で落選）[3]
- 玉城デニー（無所属、2018年に議員辞職）
- 糸数慶子（無所属、2019年参院選に出馬せず）[3]
- 畑野君枝 （日本共産党、2021年衆院選で落選）[16]
- 薗浦健太郎（自由民主党、2022年に議員辞職）[19]